# Sebastian Bach
Sebastian Bach, pseudonimo di Sebastian Philip Bierk (Freeport, 3 aprile 1968), è un cantante heavy metal canadese naturalizzato statunitense, noto per essere stato il frontman degli Skid Row.
Prima di entrare negli Skid Row nel 1987, militò in diverse altre band come i VO5, Kid Wikkid e Madam X. A partire dai fine anni 90 è impegnato nella carriera solista. Inoltre, assieme alla carriera di cantante affianca da anni quella di attore, comparendo in piccoli ruoli televisivi e teatrali, come doppiatore o come attore teatrale a Broadway.

## Biografia
Sebastian nacque a Freeport, Bahamas il 3 aprile 1968 e crebbe a Peterborough, Ontario. Cambiò legalmente il suo cognome in Bach, ispirandosi al celebre compositore barocco Johann Sebastian Bach.
I suoi genitori divorziarono quando aveva 11 anni e ciò lo colpì duramente. Per sfogare il suo malessere ascoltava molta musica heavy metal, precisamente gruppi come Kiss e Judas Priest. In tenera età Bach militò in alcune heavy metal band locali, prima con i VO5, e poi con i più noti Madam X, band che prima del suo arrivo aveva già pubblicato un debut album.
Nel 1986 il chitarrista e fondatore degli Skid Row, Dave Sabo, notò Sebastian cantare alla festa nuziale di Mark Weiss, un noto fotografo musicale. Sabo ammirava non solo le sue doti vocali, ma anche il carisma con cui faceva divertire gli invitati. Dopo avere fatto la sua conoscenza, Sabo gli fece visionare una videocassetta per farsi un'idea sul genere della band e Bach accettò di entrare nel suo gruppo. Con la dipartita di Bach dai Madam X, la band si sciolse.

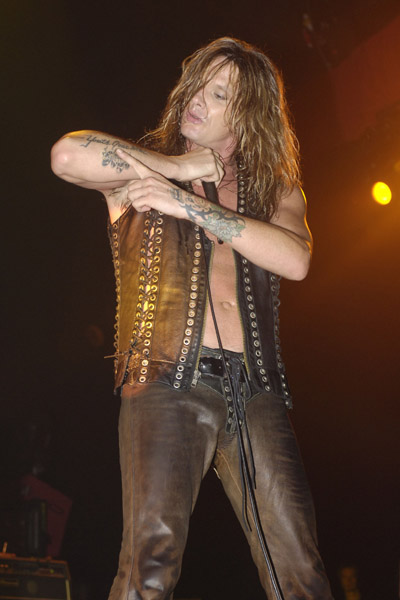
Sebastian Bach

Con Sebastian gli Skid Row divennero subito una band di successo. Grazie ai primi due dischi, Skid Row e Slave to the Grind - giudicati i migliori del quintetto - la band ebbe un seguito notevole e approdò su MTV.
Nel 1990 suonò in una manifestazione dal vivo organizzata da RIP magazine assieme a membri dei Metallica e dei Guns N' Roses, formando un gruppo chiamato "The Gak". Nel 1995, dopo la pubblicazione di Subhuman Race, giudicato un passo falso degli Skid Row, Bach decise di abbandonare il progetto a causa di vari scontri con i membri restanti.
Nel 1996 Sebastian formò i Last Hard Men con Jimmy Flemion (chitarrista dei Frogs), Kelley Deal (chitarrista dei Breeders) e Jimmy Chamberlin (batterista degli Smashing Pumpkins), pubblicando solamente un album omonimo. Nel 2002 debuttò come attore teatrale. Venne scelto per interpretare Gesù Cristo nel musical Jesus Christ Superstar, ma fu subito cacciato, poiché i produttori ritenevano si atteggiasse troppo. Dal 2005 partecipò ad alcuni reality show; uno di essi, incentrato sulla sua vita privata, è intitolato "I Married... Sebastian Bach" (vi comparve anche Dee Snider dei Twisted Sister); Bach fu protagonista anche di "SuperGroup", nel quale doveva comporre dei brani da esibire assieme ad altri noti musicisti come Ted Nugent, Scott Ian, Jason Bonham e Evan Seinfeld.
Nel biennio 2003-2004 ha recitato nel telefilm Una mamma per amica, nel ruolo di Gil, il chitarrista della band di Lane Kim "Hep Alien". Nel 2006 partecipò come guest a gran parte dei concerti dei Guns N' Roses del suo vecchio amico Axl Rose (Bach ha partecipato ai backing vocals nella canzone "Sorry" contenuta nel nuovo album dei Guns N' Roses, Chinese Democracy). Nell'autunno dello stesso anno annunciò l'uscita di un nuovo disco a suo nome, Angel Down, ma l'uscita venne posticipata alla metà del 2007. La data definitiva fu poi fissata per il 20 novembre.
Per questo lavoro il cantante si era circondato di talentuosi musicisti che ultimamente lo hanno accompagnato anche in tour, quali il bassista Steve DiGiorgio, il batterista Bobby Jarzombek e i chitarristi Johnny Chromatic e "Metal" Mike Chlasciak. L'album vanta anche la straordinaria partecipazione di Axl Rose in 3 tracce: "Back In The Saddle" (cover degli Aerosmith), "Stuck Inside" e "(Love is) A Bitchslap". Il 12 ottobre 2010 Bach ha personalmente scelto Nick Sterling come nuovo chitarrista del suo gruppo. Nel 2011 pubblica Kicking & Screaming mentre nel 2014 pubblica il suo quarto album in studio Give 'Em Hell.

## Vita privata
Sebastian, alto 190 cm con occhi verdi scuro, ha origini canadesi; è stato sposato con Maria Sandra Muir Aquinar (conosciuta anche come Maria Bierk o Maria Bach) dal 1992 al 2010: dalla coppia sono nati i tre figli Paris, London e Sebastiana. Il 31 dicembre 2010 ha dichiarato di essersi separato dalla moglie.
Nel 2015 sposa Suzanne Le. 
Ha un fratello di nome Zac, giocatore di hockey, e una sorella di nome Dylan, attrice.

## Discografia

### Solista

#### Album in studio
- 1999 - Bring 'Em Bach Alive!
- 2007 - Angel Down
- 2011 - Kicking & Screaming
- 2014 - Give 'Em Hell
- 2024 - Child Within The Man

#### Raccolte
- 2001 - Bach 2: Basics

### Con gli Skid Row

#### Album in studio
- 1989 - Skid Row
- 1991 - Slave to the Grind
- 1992 - B-Side Ourselves
- 1995 - Subhuman Race

#### Live
- 1995 - Subhuman Beings on Tour!!

#### Raccolte
- 1998 - 40 Seasons: The Best of Skid Row

#### Partecipazioni
- 1989 - Stairway to Heaven/Highway to Hell
- 2014 - Dada Life - Born To Rage

### Altri album
- 1989 - Mötley Crüe - Dr. Feelgood
- 1989 - Ace Frehley - Trouble Walkin'
- 1993 - Duff McKagan - Believe in Me
- 1996 - The Last Hard Men - Scream sountrack
- 1997 - The Last Hard Men - The Last Hard Men
- 1997 - Richie Scarlet	- Wise Guy From New York
- 1997 - Ace Frehley - 12 Picks
- 2003 - BulletBoys - Sophie
- 2005 - M.S.G. - Heavy Hitters
- 2006 - BulletBoys - Smooth Up in Ya: The Best of the Bulletboys
- 2005 - Frameshift - An Absence of Empathy
- 2006 - Liberty N' Justice - Soundtrack of a Soul
- 2008 - Guns N'Roses - Chinese Democracy
- 2012 - T & N - Slave to the Empire

### Tribute Album
- 1996 - Spacewalk: A Tribute to Ace Frehley
- 1996 - Working Man: A Tribute to Rush
- 1997 - Stairway to Heaven: A Tribute to Led Zeppelin
- 1998 - Thunderbolt: A Tribute to AC/DC
- 2000 - Randy Rhoads Tribute
- 2001 - Twisted Forever: A Tribute to the Legendary
- 2003 - Slave to the Power: The Iron Maiden Tribute